# دوغلاس ساوثول فريمان
دوغلاس ساوثول فريمان (بالإنجليزية: Douglas Southall Freeman)‏ (مايو 16، 1886 – يونيو 13، 1953) كان مؤرخًا أمريكيًا، كاتب سير ذاتية، رئيس تحرير جريدة، معلق راديو، ومؤلف. يشتهر بسيره الذاتية المتعددة المجلدات لروبرت إدوارد لي وجورج واشنطن، حصل على جوائز بوليتزر لكلا العملين.

## النشأة
وُلد دوغلاس ساوثول فريمان في 16 مايو، 1886 في لينشبرغ، فرجينيا، لوالديه بيتي آلان هامنر ووكر بورفورد فريمان، وكيل تأمينٍ خَدمَ في جيش شمال فرجينيا لجيش روبرت إدوارد لي. منذ الطفولة، أبدى فريمان اهتمامًا بالتاريخ الجنوبي. عاشت عائلته في لينشبرغ في 416 ماين ستريت، بالقرب من منزل الجنرال الكونفدرالي جوبال إيرلي. انتقلت العائلة إلى العاصمة الكونفدرالية السابقة ريتشموند، فرجينيا عام 1892 في ذروة حركة الاحتفال بالنصب التذكاري الذي أحيا ذكرى روبرت إدوارد لي، جيمس إيويل براون ستيوارت، وثوماس «ستونوول» جاكسون.
في عام 1904، حصل فريمان على شهادة بكالوريوس الآداب من جامعة ريتشموند، حيث كان عضوًا في أخوية فاي غاما دلتا. في عام 1908، وبعمر 22 عامًا، حصل على درجة الدكتوراه في التاريخ في جامعة جونز هوبكنز في بالتيمور. انضم فريمان إلى كادر ريتشموند تايمز ديسباتش عام 1909 لعدم قدرته على الثبات في وظيفة في الأوساط الأكاديمية، وفي عام 1915، بعمر 29 عامًا، أصبح محررًا في ذا ريتشموند نيوز ليدر، وهو منصب شغله لفترة 34 عامًا.

## مهنة الكتابة

### برقيات لي
في عام 1911، استطاع فريمان الحصول على مخبأ لاتصالات زمن الحرب والمفقود منذ زمن طويل بين روبرت إدوارد لي والرئيس الكونفدرالي جيفيرسون ديفيس. قضى فريمان أربع سنواتٍ يعمل على الوثائق، وفي عام 1915، نشر برقيات لي. تلقى مؤرخو الحرب الأهلية الكتاب بحماس، وأصبح مصدرًا أساسيًا لباحثي الحرب الأهلية.
كشفت رسائل لي إلى ديفيس المكتوبة بين 2 يونيو، 1862 و1 إبريل، 1865 عن إستراتيجية الجنرال مع وجهة نظر أكثر وضوحًا، وألقت ضوءًا جديدًا على بعض قرارات لي، وأكدت علاقاته الوثيقة والتعاونية دائمًا مع ديفيس. في مقدمته، لخَّص فريمان سبع علاقاتٍ رئيسية وردت في الرسائل. على سبيل المثال، كشفت الرسائل بأن القيادة الكونفدرالية العليا عام 1862 أخذت اقتراحًا جريئًا بنظر الاعتبار ولكنها رفضته لتقوية جيش ستونوول جاكسون في شيناندواه فالي الشروع في حملة هجومية قوية ضد الشمال، حتى لو كان على حساب الدفاع عن ريتشموند.

### السيرة الذاتية لروبرت إدوارد لي
بعد النجاح الحاسم الفوري لبرقيات لي، اتصل ناشر نيويورك تشارلز سكريبنر سنز فريمان ودعاه إلى كتابة سيرة ذاتية لروبرت إدوارد لي. قبل فريمان بذلك ولكنه اختار الاحتفاظ بمنصبه في ذا ريتشموند نيوز ليدر والعمل لأيام أطول للعمل على السيرة الذاتية.
كان بحث فريمان عن لي تفصيليًا. قَيَّم وفهرَس كل فقرة عن لي، وراجع سجلاتٍ في وست بّوينت ووزارة الحرب والمواد في المجموعات الشخصية. في روايته العامة لسنوات الحرب الأهلية، استعمل ما أصبح معروفًا باسم تقنية «ضباب الحرب»، موفرًا للقراء معلومات محدودةً فقط والتي كان لي نفسه يملكها في وقت مُعين. ساعد هذا في إيصال التباس الحرب الذي مر به لي وكذلك الطُرق التي تصارع فيها لي مع المشاكل واتخذ القرارات.
نُشر كتاب روبرت إدوارد لي: سيرة ذاتية في أربعة مجلدات عام 1934 و1935. في مراجعة الكتاب، قالت النيويورك تايمز أنه «لي بالكامل لكل الأوقات.» كتب المؤرخ دوماس مالون: «عظيمُ كما كانت توقعاتي الشخصية، الإنجاز تجاوزهم بشكل كبير.» في عام 1935، حصل فريمان على جائزة بوليتزر لسيرته الذاتية من أربعة مجلدات.
أسست سيرة فريمان الذاتية لروبرت إدوارد لي منحة كلية فرجينيا للحرب الأهلية، منهج لكتابة تاريخ الحرب الأهلية ركز على المسرح الشرقي للحرب، ركَّز السرد على الجنرالات بدلًا من الجندي العادي، مركَزَ التحليل على الحملات العسكرية بدلًا من الأحداث الاجتماعية والسياسية، وعامل المواضيع الكونفدرالية بتعاطف. أدى هذا النهج في كتابة تاريخ الحرب الأهلية ببعض النقاد إلى تسمية فريمان بمؤرخ «قضية خاسرة»، تلميحٌ للحركة الأدبية والفكرية التي سعت إلى إصلاح مجتمع البيض التقليدي في الجنوب لهزيمة الولايات الكونفدرالية الأمريكية. بدأ فريمان بالعمل على السيرة الذاتية للي عام 1926؛ وبحلول الوقت الذي أكمل فيه عمله من أربع مجلدات عام 1933، كان قد عمل 6,100 ساعة من وقته لهذه الغاية.

### ملازمو لي: دراسة في القيادة
بعد النجاح الحاسم لكتاب روبرت إدوارد لي: سيرة ذاتية، وسَّع فريمان من دراسته للكونفدرالية مع الكتاب المُتألف من ثلاثة مجلدات والمُنتَقد بشكل لاذع بعنوان ملازمو لي: دراسة في القيادة، والمنشور في الأعوام 1942، 1943، و1944. يُقدم تركيبةً فريدة من الاستراتيجية العسكرية، السيرة الذاتية، وتاريخ الحرب الأهلية، وبيَّن كيف تعمل الجيوش في الواقع. نُشر خلال الحرب العالمية الثانية، كان له تأثير كبير على القادة والاستراتيجيين العسكريين الأمريكان. بعد انتهاء الحرب ببضعة أشهر، طُلب من فريمان الانضمام لجولة رسمية للقوات الأمريكية في أوروبا واليابان. أظهر كتاب ملازمو لي: دراسة في القيادة فريمان على أنه مؤرخ عسكري بارز في البلد، وقاده إلى صداقات وثيقة مع جنرالات الولايات المتحدة جورج مارشال ودوايت أيزنهاور.

### السيرة الذاتية لجورج واشنطن
بعد إكماله لدراساته المفصلة عن لي وجنرالاته والمجهود الحربي الكونفدرالي، بدأ فريمان بالعمل على كتاب سيرة ذاتية من سبعة مجلدات لجورج واشنطن. مُطبقًا نفس منهج البحث التفصيلي وساردًا القصة على أساس الحقيقة الموضوعية، أكمل فريمان أول مجلدين، بعنوان واشنطن الشاب، في عام 1948. في السنة التالية، تقاعد من الصحافة لكي يكمل عمله الضخم عن واشنطن.
نُشر جورج واشنطن المجلد 3: المزارع والوطني وجورج واشنطن المجلد 4: قائد الثورة عام 1951. في السنة التالية، نشر جورج واشنطن المجلد 5: النصر بمساعدة فرنسا (1952). أكمل فريمان العمل على جورج واشنطن المجلد 6: وطني ورئيس قبل وفاته؛ ونُشر بعد وفاته عام 1954. كُتب الكتاب الختامي، جورج واشنطن المجلد 7: الأول في السلام، من قبل مساعدي فريمان، وهم جون ألكساندر كارول وكاري ويلز أشورث، مُستندين على بحث فريمان الأصلي ونُشر عام 1957. يؤكد المؤرخ وكاتب السيرة الذاتية لجورج واشنطن جون إي. فيرلينغ على عدم وجود سيرة ذاتية أخرى لواشنطن تُقارن بعمل فريمان.

## وظائف الصحف والإذاعة والتعليم
طغت إنجازات فريمان الأدبية الكبيرة على سيرته المهنية باعتباره محررًا في ذا ريتشموند نيوز ليدر. كتب فريمان بين عامي 1915 و1949 حوالي 600,000 كلمة من نسخة الافتتاحية كل سنة. اكتسب سمعة وطنية بين المؤرخين العسكريين لتحليلاته للعمليات خلال الحرب العالمية الأولى والحرب العالمية الثانية. عبَّرت افتتاحياته عن منهج معتدل للعلاقات العرقية، عارضَ في افتتاحياته منظمة بيرد؛ وهي آلة سياسية ديمقراطية قوية على مستوى الولاية يُديرها عضو مجلس الشيوخ الأمريكي هاري فلود بيرد.
تقاعد فريمان من منصبه كمحرر ذا ريتشموند نيوز ليدر في 25 يونيو، 1949. بعد سنوات، كَشَفَ نعيه الذي نُشر في جريدته السابقة نطاق اهتماماته التحريرية.
يجب أن يكون قد كتب حوالي 600,000 كلمة في السنة، قام بحملة لقانون الاحتياطي الفيدرالي، لإلغاء مجلس إدارة المدينة القديم، لإلغاء نظام الرسوم، لإنشاء المتنزهات العسكرية الوطنية، لميثاق ريتشموند الجديد... من بين التركات التي تركها لنا هنا على الورقة كانت «سبعون قاعدة للكتابة الجيدة»... وضع الإيجاز خلف الدقة في قائمة فضائله.

## روابط خارجية
- دوغلاس ساوثول فريمان على موقع الموسوعة البريطانية (الإنجليزية)